# The Academy (Dublin)
The Academy in der 42 Pearse Street in Dublin, Irland, wurde 1824 erbaut. Aktuell befinden sich in dem Gebäude Büros. Es steht unter Denkmalschutz (Nummer: 6504).

## Geschichte
1824 erbaut, wurde das Gebäude in der Pearse Street von der Dublin Oil and Gas Company als Hauptverwaltung genutzt. Nachdem das Unternehmen 1834 bankrottging, stand das Gebäude zunächst einige Zeit leer.
In den frühen 1840ern wurde das Gebäude schließlich von der Ancient Concert Society erworben und als Veranstaltungsort wiedereröffnet. Zunächst bot es Platz für rund 600 bis 800 Gäste. Die erste Aufführung der Ancient Concert Society in den Räumlichkeiten fand am 20. April 1843 statt. Zunächst fanden dort in erster Linie Musik-, Theater aber auch Sportveranstaltungen statt. Seit 1920 wurden die Räumlichkeiten aber auch für Filmvorstellungen genutzt. Im Jahre 1956 wurde das Gebäude als Kino unter dem Namen The Embassy Cinema neueröffnet und bekam im März 1965 den Namen The Academy Cinema.
In den 1980ern musste The Academy endgültig schließen. Nach einigen Jahren des Leerstands wurde das Gebäude restauriert und umgebaut und wird seitdem als Bürogebäude genutzt.

## Trivia
Insbesondere unter der Schirmherrschaft der Ancient Concert Society fanden in den Räumlichkeiten Auftritte namhafter Künstler statt. So sangen dort der irische Tenor John McCormack und der irische Schriftsteller James Joyce, der damals auch musikalische Ambitionen hegte. Auch das Irish Literary Theatre hatte dort ihre frühen Auftritte.